# Capsien
Capsien ist eine nordafrikanische epipaläolithische Kultur im Übergang von der Altsteinzeit zur Jungsteinzeit. Die Kultur bestand zwischen 9000 und 3000 v. Chr. Sie ist nach dem antiken Ort Capsa benannt, dem heutigen Gafsa in Tunesien. Die meisten Funde sind auf den algerischen und tunesischen Hochebenen gemacht worden. Die Wirtschaftsweise war die der Jäger und Sammler. 
Typischerweise finden sich Rückenmesser und Rückenklingen sowie Mikrolithen als Dreiecke, Vierecke und Trapeze. Straußeneier wurden als Behälter genutzt – was vermutlich den Gebrauch von Keramik erübrigte – und mit Ritzmustern verziert. Dieses Material findet sich auch in Form von runden, durchbohrten Muscheln. Erstmals finden sich figürliche Darstellungen.
Dem Capsien ging das Atérien voraus, an manchen Stellen fanden sich zwischen Atérien und Capsien Spuren des Ibéromaurusien. In das Capsien fällt auch die Zeit der nordafrikanischen Felsbilder. Die frühen, temporären Siedlungen lagen meistens auf Anhöhen. An den Chotts (ausgetrockneten Salzseen) liegen Køkkenmøddinger, wie sie auch von den Küsten Europas bekannt sind. Es fanden sich enorme Mengen an Schneckengehäusen, da die Tiere Nahrungszwecken dienten. Totenbestattungen mit Grabbeigaben und Ocker waren bekannt. Die Capsier begannen möglicherweise Ziegen und Schafe zu halten, möglicherweise wurde um diese Zeit bereits, ähnlich wie in Dar Tichitt Getreide angebaut.